# 洛芬
洛芬（Lofn），在北歐神話中，是女神弗麗嘉（Frigg）的侍女之一。一般皆認為她的侍女都是弗麗嘉部份性格的化身之一。
洛芬是愛的女神，通常和另一個愛的女神修芬（Sjofn）一起出現。她是一名相當溫柔的女神，主要是守護被禁止的愛情。其名字意思是「讚許」（Permission）。她得到弗麗嘉賜與的權利，可以讓難以結合的男女達成心願。